# Frihedens Sol over Danmark
Frihedens Sol over Danmark er en dansk dokumentarisk optagelse fra 1945.

## Handling
En kompilation af dokumentariske optagelser fra København fra dagene omkring befrielsen af Danmark. Bevæbning af nyindrullerede frihedskæmpere, BOPA's aktioner, stikkerarrestationer, danskernes fejring af friheden i gaderne, englændernes ankomst til byen, kongeparrets og kronprinseparrets køretur gennem byen, general Montgomerys besøg 12. maj, Socialdemokratiets møde i Fælledparken 13. maj med 75.000 mennesker, begravelser af faldne frihedskæmpere, festgudstjeneste på Sankt Lukas Stiftelsen i Hellerup, tyske soldater forlader byen, BOPA-sabotører rekonstruerer Always-Sabotagen, generalmajor Williams inspicerer Shellhuset og meget mere. Avisoverskrifter blandes med optagelser fra de hektiske og euforiske dage i begynelsen af maj 1945. Filmen er ikke gennemført kronologisk fremadskridende.

## Medvirkende
- Kong Christian X
- Dronning Alexandrine
- Kong Frederik IX
- Dronning Ingrid
- B.L. Montgomery